# Chudenín
Chudenín település Csehországban, a Klatovyi járásban. Chudenín Všeruby, Nýrsko, Hamry, Pocinovice és Neukirchen beim Heiligen Blut településekkel határos. Lakosainak száma 713 fő (2024. január 1.).

## Népesség
A település lakosságának változását az alábbi diagram mutatja:
| Lakosok száma | 2790 | 2709 | 2937 | 712  | 640  | 612  | 620  | 625  | 613  | 713  |
|               | 1869 | 1890 | 1921 | 1950 | 1980 | 2001 | 2017 | 2019 | 2022 | 2024 |